# Цокуни
Цокуни (хрв. Cokuni, итал. Zucconi) је насељено место у општини Марчана, Истарска жупанија, Хрватска.

## Историја
До територијалне реорганизације у Хрватској били су у саставу старе општине Пула.

## Становништво
У попису становништва из 2011. године, Цокуни су имали 71 становника.
| Број становника према пописима | Број становника према пописима | Број становника према пописима | Број становника према пописима | Број становника према пописима | Број становника према пописима | Број становника према пописима | Број становника према пописима | Број становника према пописима | Број становника према пописима | Број становника према пописима | Број становника према пописима | Број становника према пописима | Број становника према пописима | Број становника према пописима | Број становника према пописима |
| ------------------------------ | ------------------------------ | ------------------------------ | ------------------------------ | ------------------------------ | ------------------------------ | ------------------------------ | ------------------------------ | ------------------------------ | ------------------------------ | ------------------------------ | ------------------------------ | ------------------------------ | ------------------------------ | ------------------------------ | ------------------------------ |
| 1857                           | 1869                           | 1880                           | 1890                           | 1900                           | 1910                           | 1921                           | 1931                           | 1948                           | 1953                           | 1961                           | 1971                           | 1981                           | 1991                           | 2001                           | 2011                           |
| 0                              | 0                              | 90                             | 76                             | 111                            | 144                            | 0                              | 0                              | 149                            | 132                            | 112                            | 97                             | 86                             | 63                             | 63                             | 71                             |

Напомена : Године 1857, 1869, 1921. и 1931. подаци су садржани у насељу Крница. Године 1880. део података садржан је у насељу Перушки, а 1890. део у насељу Продол. Од 1880. до 1910. исказивано као део насеља.